# Annette Hanshaw
Catherine Annette Hanshaw (Nova York, 18 d'octubre de 1901 - íd., 13 de març de 1985) va ser una cantant nord-americana de l'era del jazz. Va ser una de les estrelles de ràdio més populars de finals de la dècada de 1920 i principis de la dècada de 1930. Al 1934, després del pic de la seva popularitat, havia venut més de quatre milions de discos.
En els seus deu anys de carrera discogràfica, va gravar unes 250 discos senzills. En una enquesta de 1934 feta per la revista Radio Stars, va rebre el títol de millor cantant popular femenina (Bing Crosby havia estat votat com el millor cantant popular masculí). El segon lloc va ser per a Ethel Shutta, el tercer per a Ruth Etting i el quart per a Kate Smith.

## Biografia
Hanshaw va néixer el 18 d'octubre de 1901, filla de Frank Wayne Hanshaw i Mary Gertrude McCoy, a la seva residència a Manhattan. Tenia dos germans, George i Frank.
La seva tieta i oncle, Nellie McCoy i Bob «Uke» Hanshaw, eren intèrprets de vodevil. Cantava per als hostes dels hotels propietat del seu pare i venia partitures a la botiga de música de la seva família, The Melody Shop, a Mount Kisco, comtat de Westchester, Nova York. Hanshaw aspirava a ser retratista, i estudià a la National School of Design durant un any. La seva carrera musical professional va començar quan se li va començar a pagar per cantar per a festes d'aniversari.
Abans de gravar, Hanshaw va cantar a les emissores de ràdio locals. Va gravar per primera vegada una maqueta per a Pathé amb un popurrí de cançons populars. Els seus primers enregistraments comercials, «Black Bottom» i «Six Feet of Papa», es van gravar el setembre de 1926.
A partir del juny de 1928, deixà Pathé i va gravar per a Columbia; la majoria d'aquests enregistraments es van publicar als seus segells Harmony, Diva, Clarion i Velvet Tone. Tot i que la majoria van ser fets amb el nom d'Hanshaw, també feia servir el pseudònim Gay Ellis per als números sentimentals. Va gravar amb altres pseudònims, com Ethel Bingham, Marion Lee, Janet Shaw i Lelia Sandford.
A partir de l'agost de 1932, va començar a gravar per a ARC; els seus enregistraments es van publicar als segells Melotone, Perfect, Conqueror, Oriole i Romeo. La seva darrera sessió, el 3 de febrer de 1934, va ser per al segell Vocalion d'ARC.

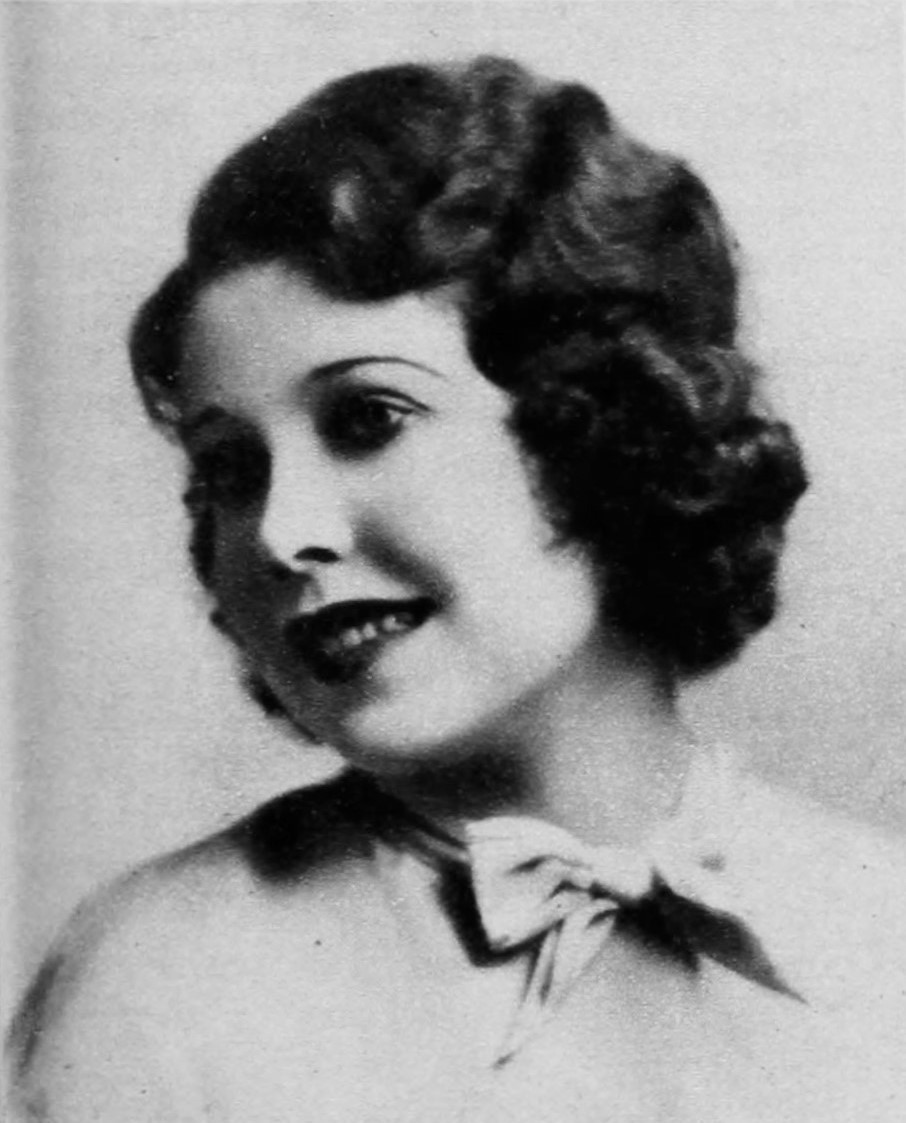
Hanshaw, c. 1933

Al llarg de la seva carrera discogràfica, va cantar amb l'Original Memphis Five, la Deep River Orchestra de Willard Robison, l'Orquestra de Sam Lanin, l'Orquestra de Lou Gold, el Hawaiian Trio de Frank Ferera i els Connecticut Yankees de Rudy Vallée. Alguns dels artistes els solos dels quals van aparèixer als seus enregistraments van ser Red Nichols, Miff Mole, Phil Napoleon, Joe Venuti, Eddie Lang, Adrian Rollini, Vic Berton, Benny Goodman, Jimmy Dorsey, Tommy Dorsey i Jack Teagarden.
Hanshaw va començar a actuar a la ràdio el 1929. A principis de la dècada de 1930 va cantar  amb l'Orquestra Casa Loma, de Glen Gray. De 1932 a 1934 va aparèixer al popular programa de ràdio Maxwell House Show Boat dels dijous al vespre. Va fer la seva única aparició al cinema en el curtmetratge Captain Henry's Radio Show de 1933. La seva carrera musical va acabar el 6 de desembre de 1937, després d'una actuació a The Chevrolet Musical Moments Revue.
L'estil de cant de Hanshaw era relaxat i s'adaptava a la música pop influenciada pel jazz de finals dels anys vint i principis dels anys trenta. Combinava la veu d'ingènua amb l'estil garçonne, però no sempre se sentia segura amb la seva veu. Els cantants preferits d'Hanshaw eren Marion Harris, Sophie Tucker i Blossom Seeley. També va gaudir dels seus contemporanis, Ethel Waters i Connee Boswell. Va compondre dues cançons, «Sweet One» i «Till Your Happiness Comes Along».
 

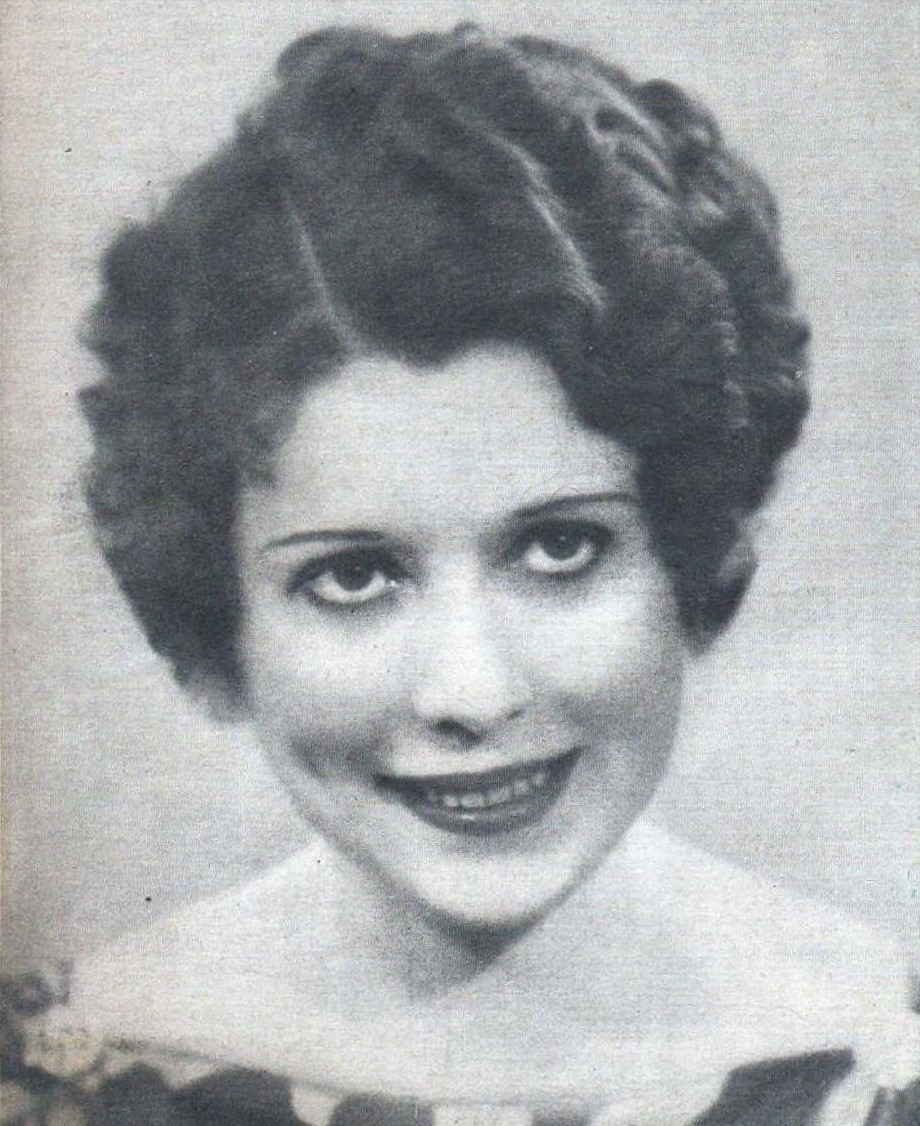
Hanshaw el 1934

Hanshaw es va casar amb l'executiu de Pathé Records, Herman «Wally» Rose el 1929, que va morir el 1954; es va casar més tard amb Herb Kurtin. El 1985, als 83 anys, va morir a la ciutat de Nova York. No tenia fills.

## Llegat
Sensation Records va publicar col·leccions d'enregistraments de Hanshaw en CD el 1999. Un altre renaixement d'interès es va produir l'any 2008 amb l'ús de la música de Hanshaw a la pel·lícula d'animació Sita Sings the Blues, que torna a explicar el poema èpic indi Ramayana des de la perspectiva de Sita ambientant-ne les escenes a les actuacions de Hanshaw.
Durant molts anys es va creure que Hanshaw havia nascut el 1910. The Syncopated Times indica com a data del seu naixement el 18 d'octubre de 1901 a la ciutat de Nova York. El seu nebot, Frank W. Hanshaw III, va confirmar que el 1901 és l'any del seu certificat de naixement, els dos últims números de l'any havien estat transposats, possiblement per la mateixa Hanshaw per reduir els anys de la seva edat real.

## Discografia
| Any  | Disc                | Grup o Nom / Pseudònim                                  | Segell discogràfic | Posició màxima del gràfic | Total setmanes |
| Any  | Disc                | Grup o Nom / Pseudònim                                  | Segell discogràfic | EUA                       | Total setmanes |
| ---- | ------------------- | ------------------------------------------------------- | ------------------ | ------------------------- | -------------- |
| 1928 | For Old Times' Sake | Frank Ferera's Hawaiian Trio Vocalista, Annette Hanshaw | Harmony            | 10                        | 3              |
| 1929 | In A Great Big Way  | Gay Ellis                                               | Harmony            | 19                        | 1              |
| 1929 | Big City Blues      | Annette Hanshaw                                         | Columbia           | 10                        | 3              |
| 1929 | Am I Blue?          | Gay Ellis                                               | Harmony            | 11                        | 2              |
| 1930 | Body and Soul       | Annette Hanshaw                                         | Harmony            | 12                        | 2              |